# Ordre de bataille lors de la bataille de Fort Donelson
Ce qui suit est l'ordre de bataille des forces militaires en présence lors de la Bataille de Fort Donelson qui eut lieu du 12 février au 16 février 1862 lors de la guerre civile américaine, appelée également guerre de Sécession.

## Grades
- Général = général d'armée,
- Lieutenant général = général de corps d'armée,
- Major général = général de division,
- Brigadier général = général de brigade

### Autre
- (b) = blessé
- mb = mortellement blessé
- † = tué

## Forces de l'Union
Les forces Nordistes de l'armée du District de Cairo sont sous le commandement du général Ulysses Grant. 
Les forces navales sont sous les ordres de l’amiral Andrew Hull Foote
Forces terrestres
- Division du général John Alexander McClernand.
  - Brigade du général Richard James Oglesby, 
    - 5 régiments d'infanterie,
      - 8th Illinois (lieutenant-colonel Rhodes)
      - 18th Illinois (colonel Michael K. Lawler)
      - 29th Illinois (colonel J. R. Rearden)
      - 13th Illinois (colonel Elias S. Dennis)
      - 31st Illinois (colonel John A. Logan)

    - 2 batteries d'artillerie (Schwartz et Dresser)
    - 8 compagnies de cavalerie.
      - compagnies A et B du 2nd Illinois Cavalry (colonel Noble)
      - compagnie C du 2nd U.S. Cavalry
      - compagnie I du 4th U.S. Cavalry
      - 4 compagnies indépendantes (capitaines Stewart, Camichael, Dollins et O'Harnett)

  - Brigade du général William H. L. Wallace,  
    - 4 régiments d'infanterie,
      - 11th Illinois (lieutenant-colonel T. E. G. Ransom)
      - 20th Illinois (colonel C. C. Marsh)
      - 45th Illinois (colonel John E. Smith)
      - 48th Illinois (colonel Isham N. Haynie)

    - 2 batteries d'artillerie (Taylor et Mc Allister),
    - 1 compagnie de cavalerie
      - 4th Regiment Illinois Cavalry (colonel T. Lyle Dickey)

  - Brigade du général William R. Morrison (puis Ross),
  - 2 régiments d'infanterie,
    - 17th Illinois (commandant Frances M. Smith)
    - 49th Illinois (lieutenant Phineas Pease)

  - 2 batteries d'artillerie.
  - Brigade du général William Miltimore Mac Arthur, 
    - 3 régiments d'infanterie,
      - 9th Illinois
      - 12th Illinois
      - 41st Illinois

  - Brigade du général John Cook, 
    - 6 régiments d'infanterie,
      - 7th Illinois
      - 52nd Indiana
      - 14th Iowa
      - 13th Missouri

    - 3 batteries d'artillerie.
      - batteries D, H, et K du 1st Missouri Light Artillery

  - Brigade du général Jacob Gartner Lauman, 
    - 4 régiments d'infanterie
      - 21st Indiana
      - 2nd Iowa
      - 7th Iowa
      - 14th Iowa

    - 1 régiment de carabiniers (« sharpshooters ») (Birge)

  - Brigade du général Morgan Lewis Smith
    - 2 régiments d'infanterie.
      - 8th Missouri
      - 11th Indiana (« zouaves »)
- Division du général Lewis Wallace

Cette division est de formation récente. Elle comprend des troupes fraîchement arrivées par voie fluviale, dont une brigade prêtée par le général Don Carlos Buell.
- Brigade du général Charles Cruft
  - 4 régiments d'infanterie.
    - 31st Indiana
    - 44th Indiana
    - 17th Kentucky
    - 25th Kentucky
- Brigade du général John M. Thayer, 
  - 8 régiments d'infanterie,
    - 1st Nebraska
    - 58th Ohio
    - 68th Ohio
    - 76th Ohio
    - 46th Illinois
    - 57th Illinois
    - 48th Illinois
- Éléments non rattachés
  - 1 batterie d'artillerie
  - 1 compagnie de cavalerie.

Forces navales
L'escadre du Mississippi sous les ordres de l’amiral Andrew Hull Foote aligne :
- 4 "ironclads" (cuirassés fluviaux) 
  - USS Carondelet
  - USS Louisville
  - USS Pittsburg
  - USS Saint-Louis.
- 3 "timberclads" (canonnières à carapace en bois).
  - USS Conestoga
  - USS Lexington
  - USS Tyler

## Forces de la Confédération
Les forces Sudistes, organisées en deux divisions, sont fortes d’environ 17 000 hommes sont commandées par  les généraux John Buchanan Floyd, Simon Bolivar Buckner Sr et Gideon Pillow commandant du fort
- Aile droite, du général Simon Bolivar Buckner Sr, 
  - 2 brigades
    - 6 régiments d'infanterie
- Aile gauche, Gideon Pillow, 
  - 7 brigades 
    - 23 régiments
    - 11 batteries d'artillerie[2];
- Cavalerie sous les ordres de Nathan B Forrest, un des commandants de cavalerie sudiste les plus réputés[3].
  - 1 brigade 
    - 2 régiments 
      - 6 compagnies.

Le fort Donelson
- La batterie nord (batterie basse) du Fort Donelson. Elle surplombe la Cumberland. Cette portion de la rivière a été, de nos jours, transformée en lac artificiel par un barrage. Mais cela donne une bonne idée du niveau des eaux, en crues en février 1862.

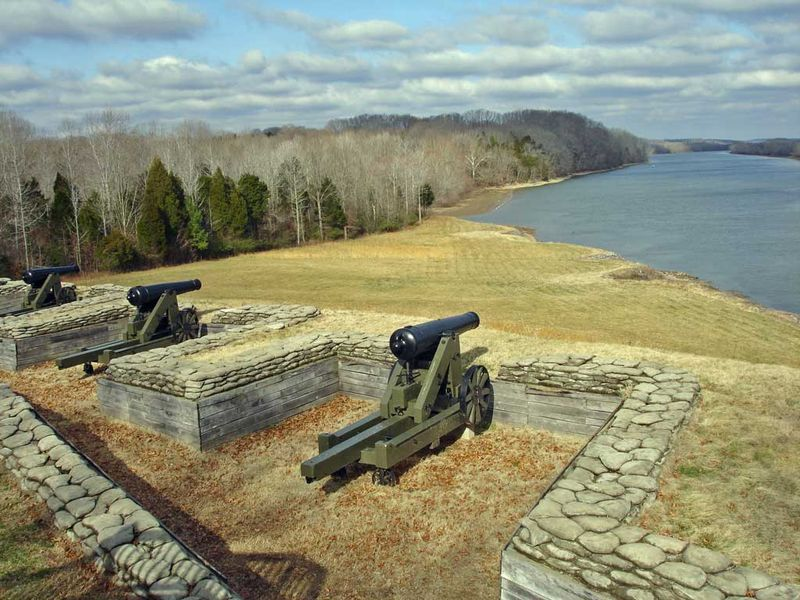
La batterie nord (batterie basse) du Fort Donelson. Elle surplombe la Cumberland. Cette portion de la rivière a été, de nos jours, transformée en lac artificiel par un barrage. Mais cela donne une bonne idée du niveau des eaux, en crues en février 1862.

Le fort porte le nom du brigadier-général Daniel Smith Donelson qui, en 1861, choisit l'emplacement et initia la construction.

Il est construit sur la rive gauche de la rivière Cumberland, sur un promontoire haut d'une trentaine de mètres. Ce qui lui offre les avantages, par rapport au Fort Henry, de ne pas être inondable et de pouvoir effectuer des tirs plongeants sur les cibles passant sur la rivière.

Deux batteries superposées commandent le passage. La première comprend 3 obusiers de 32 livres et un "columbiad" de 10 pouces; l'autre, 9 canons de 32 livres et un canon rayé de 6,5 pouces. Le canon rayé et le "columbiad" ont une portée de tir plus importante que les 32 livres.

La protection du fort contre les attaques terrestres est assurée par des lignes de tranchées, des abattis et des batteries de canons de campagne.